# Pardosa linguata
Pardosa linguata este o specie de păianjeni din genul Pardosa, familia Lycosidae, descrisă de F. O. P.-cambridge în anul 1902. Conform Catalogue of Life specia Pardosa linguata nu are subspecii cunoscute.